# Невеш, Жозе Мария
Жозе́ Мари́я Пере́йра Не́веш (порт. José Maria Pereira Neves; род. 28 марта 1960, Санта-Катарина, Сантьягу, Кабо-Верде) — президент Республики Кабо-Верде с 9 ноября 2021 года, ранее премьер-министр с 1 февраля 2001, переизбран на новый срок 14 декабря 2006 года, президент Африканской партии независимости Кабо-Верде (ПАИСВ) c июня 2000 года, вице-президент Национальной Ассамблеи Республики Кабо-Верде, вице-президент депутатской группы ПАИКВ в Национальной Ассамблее.

## Биография
Жозе Мария Невеш родился 28 марта 1961 года в штате Санта-Катарине на острове Сантьягу. Заинтересовался политикой Кабо-Верде в подростковом возрасте и был лидером националистической молодежной организации во время получения страной к независимости и перехода к демократии в 1975 году.
Получил начальное образование в Санта-Катарине и среднее образование в Liceu Domingos Ramos в Прае. Окончил Высшую школу бизнеса в Сан-Паулу (Бразилия) в 1986 году, получив степень в области государственного управления.
В 1987—1988 годах являлся координатором проекта реформы административной модернизации Республики Кабо-Верде.
В 1988—1989 годах — директор Национального центра формирования общественной администрации.
В 1991—1996 годах работал в министерстве государственного управления, был консультантом Всемирного банка, государственных и частных корпораций в области управления человеческими ресурсами.
Профессор Высшего инженерного института (г. Прая).

### Политическая деятельность
С 1977 — член союза Африканской молодёжи им. Амилкара Кабрала.
С 1989 — Генеральный секретарь союза Африканской молодёжи им. Амилкара Кабрала;
С 1980 года — член Африканской партии независимости Гвинеи и Кабо-Верде (с января 1981 года — Африканской партии независимости Кабо-Верде);
В 1996—2000 годы — депутат парламента от округа Санта Катарина.
В марте 2000 года избран главой муниципалитета Санта Катарина.
С июня 2000 года — президент Африканской партии независимости Кабо-Верде;
1 февраля 2001 года избран премьер-министром Республики Кабо-Верде и переизбран на новый срок 14 января 2006 года.
17 октября 2021 года Жозе Мария Невеш победил на президентских выборах в первом туре. Он набрал 51,5 % голосов, что является абсолютным большинством, необходимым для избрания в первом туре, согласно этим результатам, относящимся к 97 % избирательных участков. Инаугурация прошла 9 ноября 2021 года.

## Награды
- Кавалер ордена Льва Нассау (Люксембург, 2023)